# قاو هو تشنغ

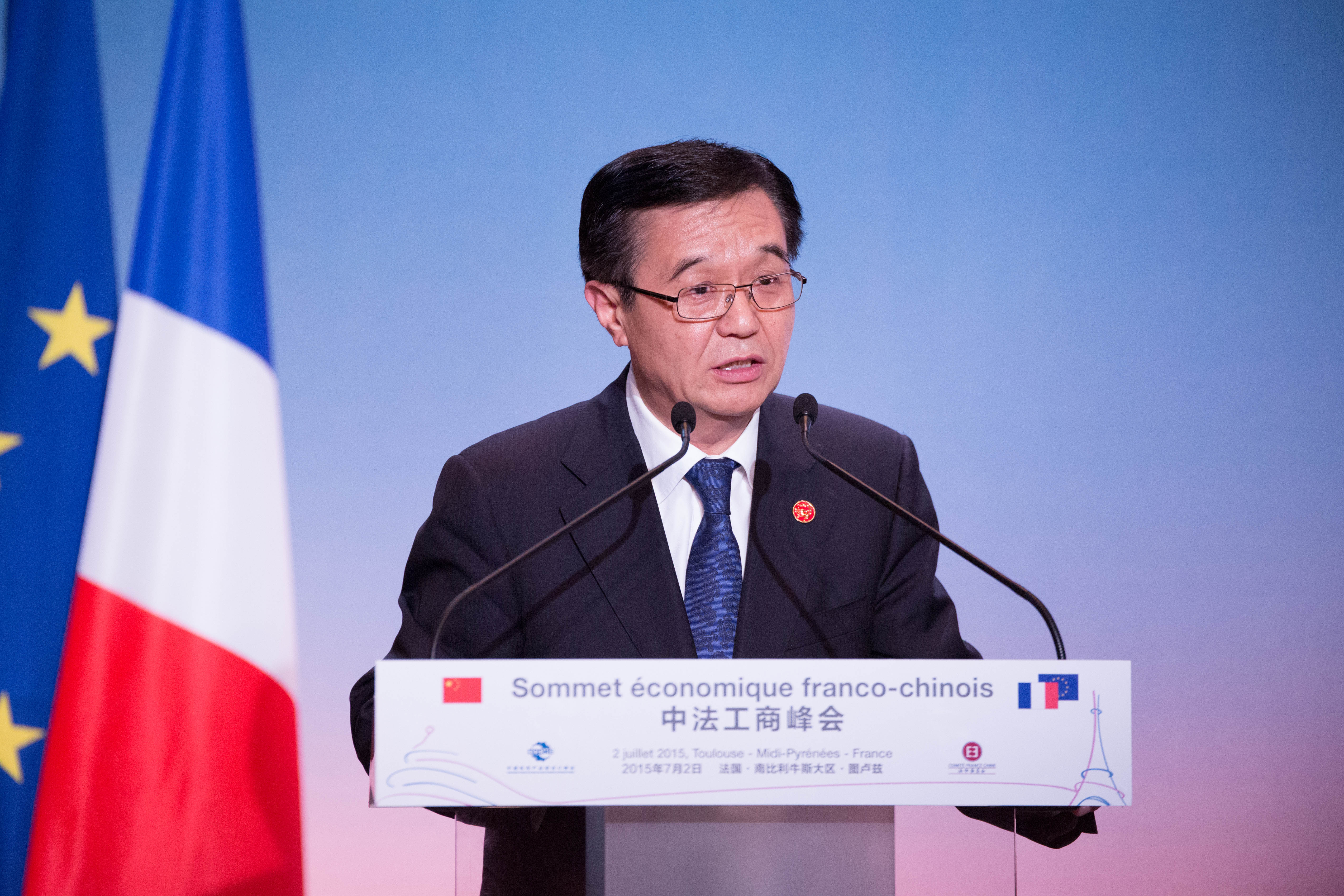
قاو هو تشنغ

قاو هو تشنغ () 高虎城؛ ولد أغسطس 1951) هو سياسي ورجل أعمال التنفيذي لجمهورية الصين الشعبية. وقد كان وزير التجارة في الصين منذ مارس 2013، وشغل سابقا منصب نائب وزير التجارة ونائب رئيس منطقة قوانغشى ذاتية الحكم لقومية تشوانغ. قاو حاصل على درجة الدكتوراه في علم الاجتماع من جامعة باريس السابعة ويجيد الفرنسية.